# Констант II
Констант II (греч. Κώνστας Β', лат. Heraclius Constantinus Augustus либо Flavius Constantinus Augustus, также известный как Константин Бородатый, 7 ноября 630 — 15 сентября 668) — византийский император в 641—668 годах, сын Константина III, внук Ираклия I. Был последним императором, который служил консулом в 642 году. Констас — это прозвище императора, он был крещен под именем Ираклий, а коронован под именем Константин. Прозвище Констас (Констант) использовалось в византийских текстах и стало общепринятым в историографии.

## Биография
Констант II родился в семье императора Константина III Ираклия и императрицы Григории. Из-за слухов что Ираклий II и Мартина отравили его отца Константина III, Констант II был назначен соимператором, а после изгнания и смерти Ираклия II благодаря генералу Валентину стал единоличным императором Византийской империи. После свержения Мартины и ее сына Констант II зачитал в синклите по такому случаю речь, обвинив Мартину в «незаконном сожительстве» с Ираклием I и отравлении Константина III. До достижения совершеннолетия находился под регентством константинопольского патриарха Павла II. В 644 году генерал Валентин безуспешно пытался узурпировать власть.
При императоре Константе II Византия полностью потеряла контроль над Египтом в 642 году. 22 сентября 642 года правитель Египта с остатками войск эвакуировался из Александрии, спустя неделю туда вступили арабы. Тогда же мусульманами был захвачен и Пентаполис. В Италии против экзарха и императора поднял бунт хартулларий Маврикий - который при Ираклии ограбил Латеран.
Преемник умершего халифа Омара I, Осман оставил в Александрии лишь тысячу воинов, в результате чего войска под командованием Мануила, доставленные византийским флотом, в 645 году ненадолго отбили Александрию, которая была отвоевана арабами только в следующем, в 646 году.
Тем временем арабы неустанно продвигались на византийские территории: к 647 году захватили Армению и Каппадокию, а впоследствии, в 654 году, провели первую морскую экспедицию на Крит.

## Монофелитство

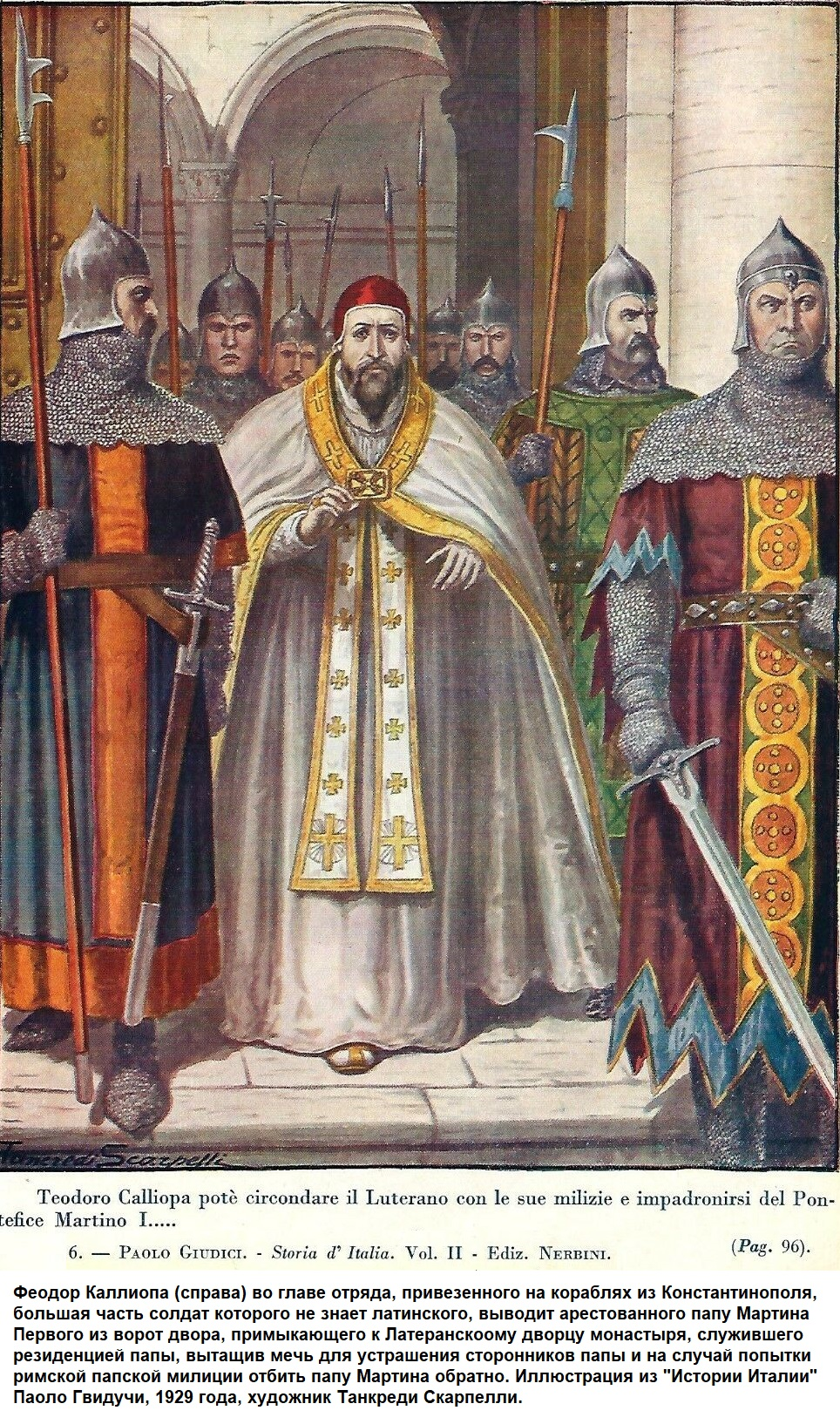
Июнь 653 года. Исполняя приказ Константа II экзарх Равенны Феодор Каллиопа (справа) во главе вооруженного отряда выводит арестованного папу Мартина I из Латеранского дворца

Между Константинопольским патриархатом и Святым престолом проходил конфликт на тему монофелитства. 24 ноября 642 года римским папой стал Теодор I, который посвятил свой понтификат борьбе с монофелитством. Он написал письмо Константу II, в котором проинформировал его о том что он не может принять Павла II как патриарха, из-за того что его предшественник Пирр I не следовал канону. Папа Теодор I требовал от Константа II отозвать «Экфесис» Ираклия I, который объявлял монофелитство официальной формой христианства в империи. Также он писал Павлу II и епископам освятивших его, о том, что его вступление в должность будет признано, если он отречется от Пирра I. Даже свергнутый патриарх Пирр I отрекся от своей ереси перед Теодором в 645 году, но из-за дальнейших проступков был отлучён от церкви в 648 году. Павел II уговорил Константа II издать декрет «Типос», который отменял «Экфесис», но заключал что в будущем не должно быть дискуссий об одной или двух волях Христа.
21 июля 649 года римским папой избран Мартин I, который был апокрисиарием Теодора I в Константинополе с целью отречения патриарха Пирра I. После избрания Мартин I собрал 105 епископов на Латеранский собор, который был запланирова ещё Теодором I. Епископы были преимущественно из Италии, Сицилии, Сардинии и африканских провинций. На соборе прошли пять сессий 5, 8, 17, 19 и 31 октября 649 года. В результате собора были отвергнуты «Экфесис» Ираклия I (автором Экфесиса, по всей вероятности, является патриарх Константинопольский Сергий I) и «Типос» Константа II, а также номинально отлучены от церкви приверженцы монофелитства патриархи Константинополя Сергий, Пирр и Павел II, патриарх Александрии Кир и епископ Фарана Феодор. На соборе утверждены 20 канонов католической доктрины о двух волях Христа и утверждена энциклика Мартина I о восстановлении Христианской веры.
Констант II под влиянием Павла II назначил Олимпия экзхархом Равенны и поручил ему арестовать Мартина I. Однако Олимпий вступил в союз с папой и объявил себя византийским императором и управлял Италией независимо от Византии два года, пока не погиб в сражении с сарацинами в Сицилии. Поручение Константа смог выполнить только экзарх Феодор I Каллиопа. 15 июля 653 года он вошел с войсками в Рим и арестовал Мартина I, который был сослан на Наксос. Затем папу привезли на суд в Константинополь, где он подтвердил своё решение по осуждению монофелитства. В наказание он был предан анафеме и сослан в Крым, в Херсонес, где погиб от голода 16 сентября 655 года.

## Борьба с арабскими завоеваниями
Констант II вёл активную, но не очень удачную внешнюю политику. В 648 году полководец халифа Абд-Аллах-ибн-Саид напал на территорию карфагенского экзархата и ушел оттуда лишь по получении трехсот кентинариев золота. Константинопольский двор затребовал себе еще столько же, в ответ экзархат надолго прекратил всякие связи со столицей. Мусульмане обложили данью Кипр и предприняли поход в Армению и Каппадокию. Военачальник Муавия построил в Триполи флот, и арабы стали утверждаться на море, подрывая гегемонию византийцев. В 654 году флот Константа был разгромлен арабами у берегов Ликии у города Финике, император чудом избежал плена, поменявшись одеждой с малозначительным человеком, 500 кораблей Византии были разбиты. По возвращении в Константинополь василевс стал свидетелем неутешительных событий: в этом же году арабы овладели островом Родос, а вскоре разграбили Кос и Крит. Арабский флот имел явное преимущество перед византийцами и собирался плыть уже на Константинополь, но из-за начавшейся междоусобицы среди арабов поход так и не состоялся, халиф и император заключили мир, по условиям которого арабы ушли с территории карфагенского экзархата и с Родоса, а в качестве компенсации за завоевания в Египте, Сирии, Палестине и Армении обязались выплатить деньги, этот мир дал небольшую передышку Византии.
В 658 году Констант II возглавил поход в македонскую «Склавинию», захватил богатую добычу и подчинил расселившиеся в районе Коринфа славянские племена.
В 660 году Констант II убил своего младшего брата Феодосия, опасаясь что тот свергнет его с престола. Из-за страха расправы над ним жителями Константинополя, перенёс свою резиденцию в Сиракузы на Сицилии.
Планы Константа II устроить из Сиракуз столицу не увенчались успехом – византийцы не отпустили из Константинополя к нему даже жену и сыновей. Пока он жил на Сицилии, арабы, устранив внутренние разногласия, вновь обратились к завоеваниям. В 665 г. военачальник Моавии Окба-ибн-Нафи начал завоевывать африканские владения империи, изгнав карфагенского экзарха. Василевс не пожелал возвратиться в столицу даже перед лицом нового вторжения мусульман.

## Италийский поход (663)
В 663 году пытался отвоевать Италию у лангобардов, однако понёс тяжёлое поражение в битве при Форли, потеряв в сражении с королём лангобардов Гримоальдом 20 000 человек. Покидая Беневенто, Констант II вступил в Рим 5 июля 663 года, где совершал паломничество к святым местам вместе со своим войском. Констант вывез из Рима бронзовые статуи в свою резиденцию на Сицилии.
Беда Достопочтенный в «Церковной истории народа англов» сообщал о том, что в 668 году Эброин задержал святого Феодора, возвращавшегося со своими спутниками из Рима в Британию. Причиной этого стали опасения майордома, считавшего, что находившийся в Сиракузах монофелит Констант II создаёт союз с англосаксами против православного Франкского государства, чтобы направить франков, вестготов, лангобардов на войну с арабами и ввести в Западной Европе прямое правление императора, а задержанные являются его людьми.

## Смерть
Из-за серьёзных поражений, братоубийства, тяжёлых налогов, приверженности монофелитству Констант II был нелюбим народом. Неудачи во внешней политике окончательно уничтожили его популярность и привели Византию к тяжелому политическому кризису.
Убит заговорщиками, возможно, подкупленными франками, во время купания. По словам Феофана Исповедника, сакелларий Андрей, прислуживавший ему во время мытья, ударил императора шайкой по голове в ту минуту, когда тот намылил голову. Оглушённый Констант упал в воду и захлебнулся. После его смерти власть перешла к узурпатору Мизизию.

## Семья
Констант II был женат на Фаусте. Она родила ему троих детей.
- Константин IV (652-685) — Византийский император с 668 г.
- Тиверий — соправитель Константа II и Константина IV (659—681)
- Ираклий — соправитель Константа II и Константина IV (659—681)